# 大帕利
大帕利（匈牙利語：Nagypáli）是匈牙利佐洛州所辖的一个村，临近小帕利，总面积6.34平方公里，总人口442，人口密度69.7人/平方公里（2010年1月1日）。